# 砷酸铕
砷酸铕是铕的砷酸盐，化学式为EuAsO4。它有着很好的热稳定性，其pKsp,c为22.53±0.03。

## 制备
砷酸铕可由砷酸钠（Na3AsO4）和氯化铕（EuCl3）在溶液中反应制得：
Na3AsO4 + EuCl3 → 3 NaCl + EuAsO4↓